# وزارة العدل الإيطالية
وزارة العدل الإيطالية (بالإيطالية: Ministero della Giustizia)‏ هي وزارة تابعة لحكومة إيطاليا . يقع مقرها الرئيسي في العاصمة الإيطالية روما،  ويرأسها السيد وزير العدل .

## الأقسام
- بوليزيا بينيتنزياريا

## روابط خارجية
- وزارة العدل باللغة الإيطالية
- وزارة العدل باللغة الإنجليزية (أرشيف)